# Terje Moe Gustavsen
Terje Moe Gustavsen (født 20. oktober 1954 i Larvik, død 4. maj 2019) var en norsk politiker og tjenestemand. Gustavsen tilhørte Arbeiderpartiet og var transportminister i Regeringen Jens Stoltenberg I fra 17. marts 2000 til 19. oktober 2001. Fra 12. november 2007 til sin død var han vejdirektør og øverste leder for Statens vejvæsen i Norge. 
Gustavsen arbejdede med forskellige stillinger i Postvæsenet mellem 1970 og 1987. Fra 1981 til 1987 havde han stillinger som sekretær, næstformand og leder i Oslo-afdelingen af Den norske Postorganisasjon. Fra 1987 til 1990 var han sekretær i Statstjenestemandskartellet og mellem 1990 og 1999 leder i LO Stat (tidligere Statstjenestemandskartellet). 
Terje Moe Gustavsen var statssekretær ved Statsministerens kontor i seks måneder i 1997. Mellem 1999 og 2000 var han strategidirektør i Telenor Installation og Service. Fra 2002 til 2005 var han direktør i arbejdsgiverforeningen NAVO, og var personaledirektør i SAS Braathens fra 2005 til 2007. I 2007 blev han ansat i Arbeidsgiverforeningen Spekter som specialrådgiver.

## Ekstern Henvisning
- Biografi Stortinget.no